# Huanggang
Huanggang (en chino, 黃冈; pinyin, Huáng·Gāng (escuchar)ⓘ) es una ciudad-prefectura en la provincia de Hubei, República Popular China. Está situada al norte del curso medio del río Yangtsé y está delimitado al norte por las montañas Dabie. Limita al norte y oeste con Wuhan, al sur con Ezhou y al este con la provincia de Anhui. Su área es de 17 457 km² y su población total para 2019 superó los 6,33 millones de habitantes. 

## Administración
La ciudad prefectura de Huanggang se divide en 10 localidades que se administran en 1 distrito urbano, 2 ciudades suburbanas y 7 condados rurales.
- Distrito Huangzhou - 黄州区 Huángzhōu Qū;
- Ciudad Macheng - 麻城市 Máchéng Shì;
- Ciudad Wuxue - 武穴市 Wǔxué Shì;
- Condado Hong'an - 红安县 Hóng'ān Xiàn;
- Condado Luotian - 罗田县 Luótián Xiàn;
- Condado Yingshan - 英山县 Yīngshān Xiàn;
- Condado Xishui - 浠水县 Xīshuǐ Xiàn;
- Condado Qichun - 蕲春县 Qíchūn Xiàn;
- Condado Huangmei - 黄梅县 Huángméi Xiàn;
- Condado Tuanfeng - 团风县 Tuánfēng Xiàn.

## Toponimia y nombres
El topónimo Huanggang [/Juáng-kang/] se compone de los sinogramas Huang (amarillo) y Gang (cresta). 
Se llamó Hengshan (衡山 'montaña Heng) durante la dinastía Qin, y más tarde Xiyang (西阳) y Qi'an (齐安). En el año 535 durante la dinastía Sui se llamó Huangzhou (黄州 Provincia Huang). Después de la fundación de la Nueva China, se organizó como condado y se llamó Huanggang, según Nombres de los condados actuales (今县释名) su nombre proviene de la montaña Huanggang (黄冈山) ubicada al sur de la ciudad, a su vez, la montaña Huanggang recibe su Huang del antiguo Estado Huang mientras que Gang significa 'cresta o cumbre'.
En 1990, se organizó como ciudad y recuperó el nombre de Huangzhou. En 1996, fue promovida a ciudad-prefectura recuperando el nombre Huanggang, y se conformaba en Huangzhou (división urbana) y Tuanfeng (división rural).

## Historia
Huanggang tiene una historia larga. Su nombre se remonta al Estado Huang (黄国 'estado amarillo'), un pequeño pero influyente reino durante el Período de Primavera y Otoño. Un reino fundado por Dalian (大廉), hijo mayor de Boyi (伯翳), el cual se dice era del mismo linaje que Huang Di 'emperador amarillo', de ahí su nombre.
La dinastía Huang gobernó el Estado Huang hasta el año 648 aC, cuando fue destruido por el Estado Chu con el pretexto de no pagar tributo. La gente de Huang se vio obligada a desplazarse y se establecieron en la región de la actual Hubei. Hoy en día muchos lugares en esta región llevan el nombre de Huang, por ejemplo: Huanggang, Huangpi, Huangmei, Huangshi, Huangan, Huangzhou, etc. Sin embargo, esta explicación de topónimos se considera "poco seria" y los únicos lugares que tienen una relación con el Clan Huang son Huanggang y Huangpi. 